# پازنگ
پازنگ زنگوله‌های کوچکی است که رقاصه‌ها به دست و پای خود می‌بندند. جزء آلات ضربی یا سازهای کوبه‌ای است.